# Laryngopharynx

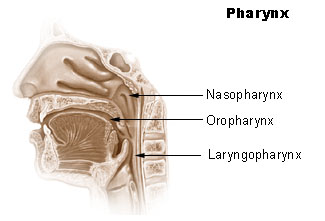
Uppdelningen av pharynx

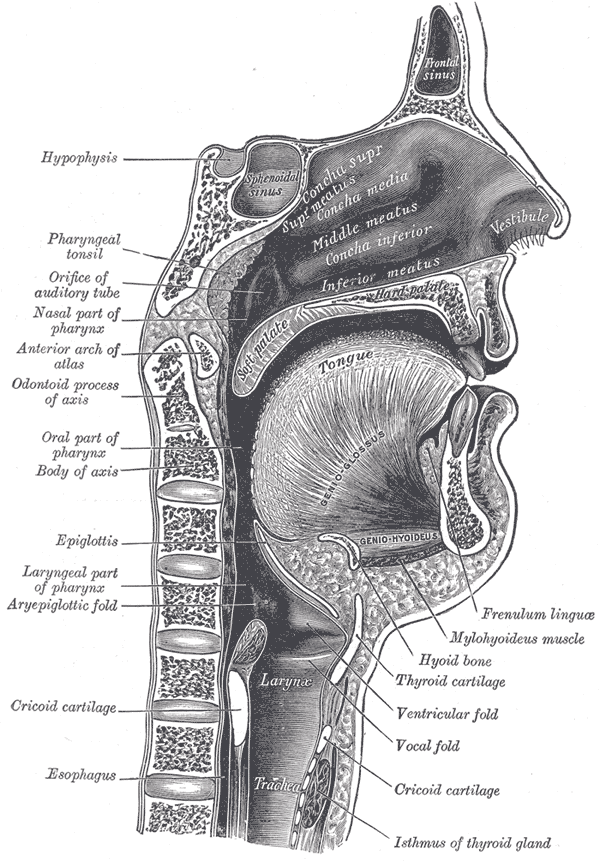
Detaljbild över mun och halsregionen.

Laryngopharynx, även kallad hypopharynx, är inom anatomi den nedre delen av pharynx (svalget), återfinns från struplockets, epiglottis, övre kant och tills uppdelningen i larynx (struphuvud) och esofagus (matstrupen).